# 둔내초등학교 영호분교
둔내초등학교 영호분교는 대한민국 강원특별자치도 횡성군 둔내면 강변로영랑5길 10 (영랑리)에 있었던 공립 초등학교 분교이다.

## 연혁
- 1947년 11월 1일 현천국민학교 영랑분교장 설립
- 1953년 4월 17일 영호국민학교 개교
- 1988년 3월 1일 둔내국민학교 영호분교장
- 1996년 3월 1일 둔내초등학교 영호분교장
- 2008년 3월 1일 둔내초등학교 본교로 통합